# Make ’n’ Break
Make ’n’ Break ist ein Geschicklichkeitsspiel der australischen Brüder Andrew und Jack Lawson, das 2004 zum ersten Mal beim Ravensburger Spieleverlag erschien und seitdem in zahlreichen Auflagen und mehreren Abwandlungen vertrieben wird. Es handelt sich um ein Spiel für zwei bis fünf Spieler, die in wechselnden Teams einen Satz von Bausteinen entsprechend den vorgegebenen Aufgaben in einer vorgegebenen Zeit zu Gebäuden aufbauen müssen.

## Spielweise
Bei Make ’n’ Break geht es darum, im Team und unter Zeitdruck die Aufgaben auf vorgegebenen Aufgabenkarten mit Bausteinen nachzubauen und so Punkte zu bekommen. Das Spielmaterial besteht aus zehn Bausteinen, 80 doppelseitig bedruckten Aufgabenkarten, einem Timer, einem Zeitwürfel und einem Kartenhalter. Je nach Variante können zusätzliche Materialien hinzukommen, so etwa ein „Fun-Würfel“ für eine „Fun-Variante“ in der 2017 erschienenen Neuauflage des Spiels.

### Spielvorbereitung
Zu Beginn des Spiels werden die Aufgabenkarten alle farblich mit der jeweils gleichen Farbseite (rot und blau) nach oben sortiert und gut durchgemischt. Je nach Entscheidung der Mitspieler wird das Spiel mit den einfacheren blauen oder den schwierigeren roten Seiten gespielt. Alle Karten und der Timer kommen in den Kartenhalter, dabei darf die zu spielende Seite der Karten nicht zu sehen sein. Die Bausteine und der Zeitwürfel werden in die Mitte des Spielfeldes gelegt.

### Spielablauf
Das Standardspiel wird mit drei bis fünf Spielern als Teamspiel gespielt. Zu Beginn wird ein Startspieler bestimmt, der gemeinsam mit seinem linken Nachbarn das erste Bauteam bildet. Beide Spieler nehmen sich jeweils fünf beliebige Bausteine und legen diese vor sich ab. Einer der beiden Spieler würfelt den Zeitwürfel und der Timer wird entsprechend auf die eins, zwei oder drei eingestellt und mit dem Stoppknopf arretiert. Auf ein Startsignal drückt der rechte Nachbar des Bauteams, der Kontrolleur, den Startknopf des Starters und deckt die erste Karte auf. Das Bauteam baut nun möglichst schnell gemeinsam die gestellte Aufgabe nach, wobei jeder Spieler nur die fünf vor ihm liegenden Steine verwenden darf.

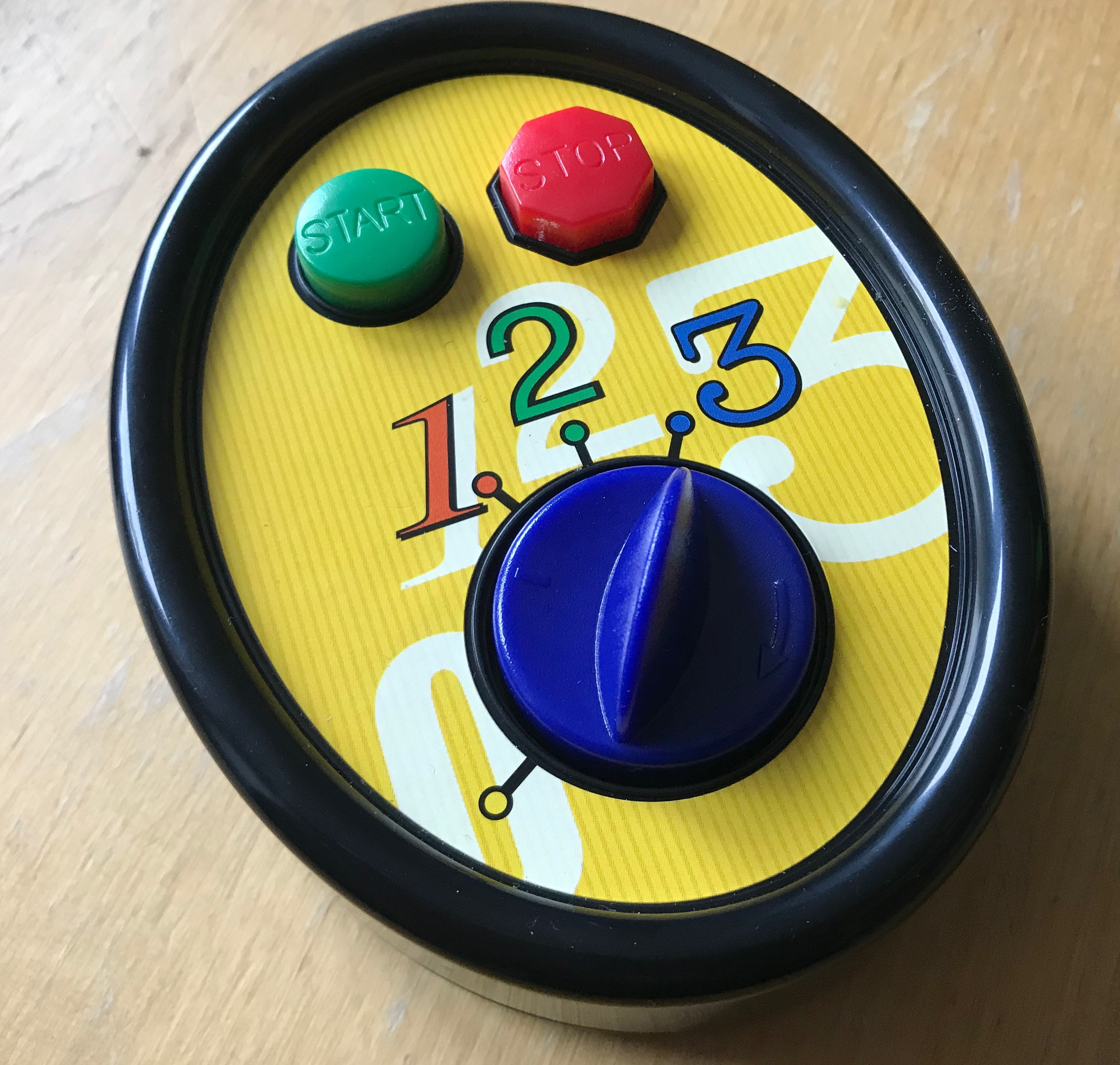
Timer des Spiels Make ’n’ Break

Sobald das Team eine Aufgabe erfüllt hat, ruft Kontrolleur o.k., das Bauwerk darf wieder eingerissen werden und beide Spieler nehmen sich wieder fünf Steine, bevor der Kontrolleur die nächste Karte aufdeckt. Wenn die Zeit abgelaufen ist, ruft der Kontrolleur „Stopp“ und das Bauteam muss sofort aufhören zu bauen. Wurde die letzte Karte nicht erfüllt, kommt sie als oberste Karte zurück in das Baufach und wird so die erste Karte für das nächste Bauteam. Alle erfüllten Baukarten legt das Bauteam zwischen sich als Stapel ab. Danach startet das nächste Bauteam aus dem linken Spieler des letzten Teams und dessen linkem Nachbarn.
Das Spiel endet, wenn jedes Bauteam jeweils drei Mal gespielt hat. Jeder Spieler zählt nun die Punkte, die er mit dem jeweils linken Nachbarn gemacht hat und addiert die Punkte, die er mit dem rechten Nachbarn gemacht hat. Derjenige, der am Ende die meisten Punkte gemacht hat, gewinnt das Spiel.

### Spielablauf für zwei Spieler
Im Spiel zu zweit spielen die beiden Spieler gegeneinander und jeder bekommt alle 10 Bausteine, wenn er an der Reihe ist. Er erfüllt die Aufgaben den Grundregeln entsprechend und bekommt die Karten, die er erfüllen konnte.

### Fun-Variante
In der Fun-Variante spielen ebenfalls 3 bis 5 Spieler in Teams gegeneinander. Anders als im Grundspiel werden hierbei meist alle Bausteine in die Tischmitte gelegt und beide Spieler dürfen Zusätzlich zu dem Startwürfel wird hier zu Beginn ein Fun-Würfel geworfen, der eine von sechs spezifischen Spielformen für die Runde vorgibt:

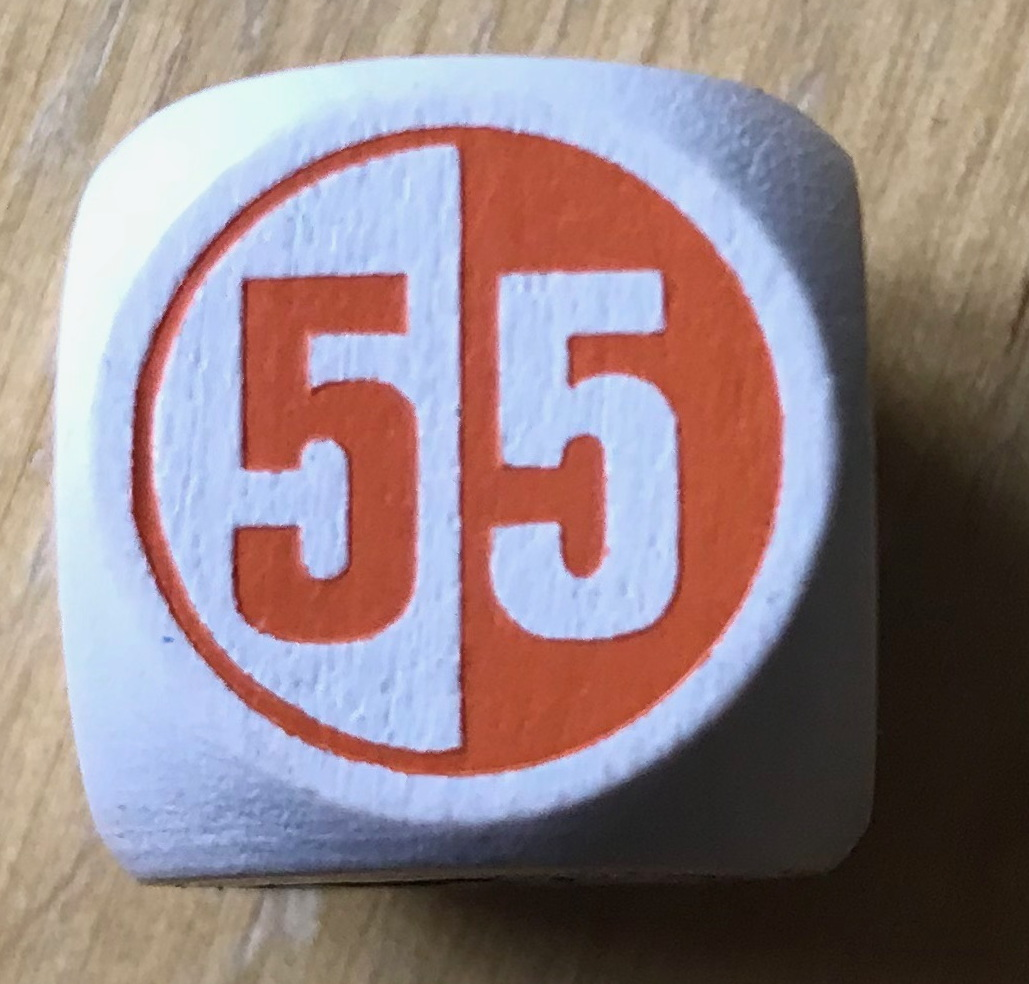
5 zu 5 auf dem Fun-Würfel

- Beschreiben: Das Team muss entscheiden, wer Baumeister und wer Architekt ist. Der Baumeister bekommt die Auftragskarte und muss dem Architekten jeweils in Worten beschreiben, was er bauen muss.
- Fingerspitzen: Das Team darf zum Bauen nur jeweils einen Zeigefinger benutzen und beim Aufbau entsprechend zusammenarbeiten.
- Risiko: Das Team muss zu Beginn entscheiden, wie viele Karten es erfüllen will. Schafft es die Kartenanzahl, bekommt es die Karten, darf jedoch die verbliebene Restzeit nicht mehr nutzen. Schafft es die Kartenanzahl nicht, bekommt es keine Karten und alle Karten werden zurück in den Baustapel gegeben.
- Senkrecht – Waagerecht: Ein Spieler im Team darf nur die waagerechten Bausteine und der andere nur die senkrechten bauen.
- 5 zu 5: Jeder Spieler muss zu Beginn fünf Bausteine nehmen und darf nur diese benutzen (entspricht dem Standardspiel).
- Bonus-Bombe: Eine Bonus-Bombe leitet eine Sonderrunde ein, bei der alle Spieler jeweils allein gegen alle anderen spielen. Der aktive Spieler stellt verdeckt eine Zeit ein und sein linker Nachbar bestimmt einen Startspieler für die Runde, der alle Bausteine bekommt und die erste Aufgabe erfüllen muss. Der Spieler mit dem Timer startet ihn und legt ihn verdeckt in den Kartenhalter, dann bekommt der Startspieler seine Aufgabe. Hat er diese erfüllt, gibt er die Bausteine an seinen linken Nachbarn weiter. Zieht ein Spieler eine Karte mit einem Bombensymbol, darf er aussetzen und sein linker Nachbar muss die Karte bauen. Es wird so lange gespielt, bis der Timer endet und der Spieler, der an der Reihe ist, die Runde verliert. Er bekommt die Karte als Starfkarte und legt sie vor sich ab. Strafkarten werden am Spielende vom Ergebnis des Spielers abgezogen.

## Ausgaben und Rezeption
Das Spiel Make ’n’ Break wurde von den australischen Spieleautoren Andrew und Jack Lawson entwickelt und 2004 in einer ersten Auflage bei dem deutschen Ravensburger Spieleverlag zur Nürnberger Spielwarenmesse veröffentlicht. Es erschien in der Folge in zahlreichen Auflagen und Überarbeitungen, sowohl auf Deutsch wie auch international in einsprachigen und multilingualen Ausgaben in zahlreichen weiteren Sprachen. Die aktuell letzte Auflage des Ur-Spiels erschien im September 2017.

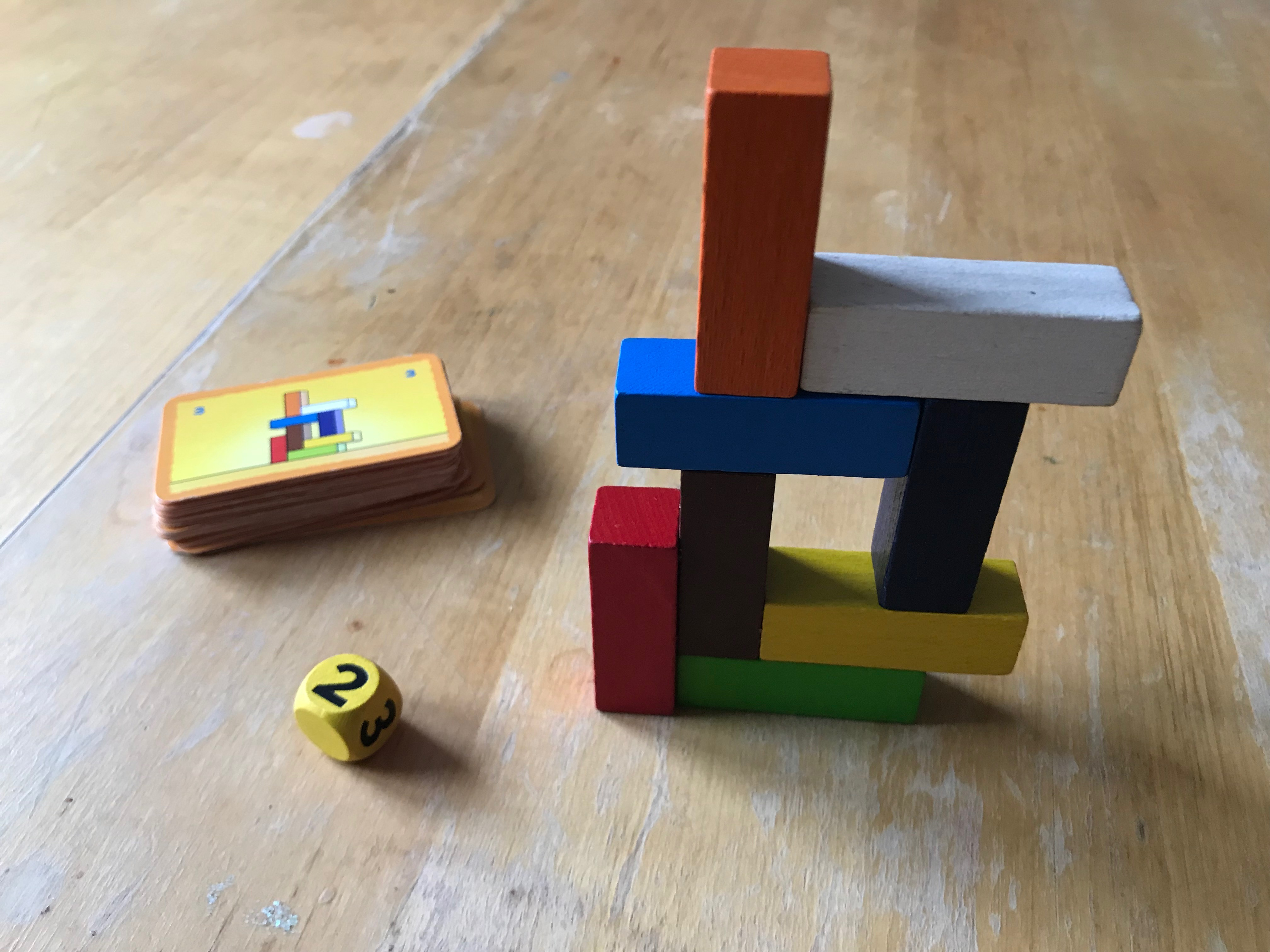
Spielmaterial der Miniversion von Make 'n' Break

Über die Standardversion des Spiels hinaus wurden auch mehrere Abwandlungen entwickelt und veröffentlicht. So erschien 2007 die erste Auflage von Make ’n’ Break Extreme und 2008 eine Miniversion des Spiels mit acht Bausteinen, in dem der Zeitwürfel den Timer ersetzt. 2009 folgte die Make ’n’ Break Challenge, 2010 kamen die für Kinder abgestimmte Version Make ’n’ Break Junior sowie das Make ’n’ Break Würfelspiel auf den Markt und 2012 die Make ’n’ Break Party. 2014 kam Make ’n’ Break Circus hinzu, 2016 folgte Make ’n’ Break Architect.

## Belege
1. 1 2 3 4 5 6 7 8  Offizielle Spielregeln für Make ’n’ Break, Deutsche Version 2017.
2. ↑  Versionen von Make ’n’ Break in der Datenbank BoardGameGeek; abgerufen am 17. März 2017.
3. ↑  Spiele der Serie 'Make ’n’ Break' bei luding.org; abgerufen am 17. März 2017.